# Episodi di NYPD - New York Police Department (seconda stagione)
La seconda stagione della serie televisiva NYPD - New York Police Department è stata trasmessa in prima visione negli Stati Uniti d'America da ABC dall'11 ottobre 1994 al 23 maggio 1995.
In Italia è stata trasmessa in prima visione da Canale 5.
| nº | Titolo originale                  | Titolo italiano           | Prima TV USA     | Prima TV Italia |
| -- | --------------------------------- | ------------------------- | ---------------- | --------------- |
| 1  | Trials and tribulations           | Colpevole per amore       | 11 ottobre 1994  |                 |
| 2  | From whom the skell rolls         | Proposta di matrimonio    | 18 ottobre 1994  |                 |
| 3  | Cop Suey                          | Il poliziotto cinese      | 25 ottobre 1994  |                 |
| 4  | Dead and Gone                     | L'ultimo caso per Kelly   | 1º novembre 1994 |                 |
| 5  | Simone Says                       | Il nuovo detective        | 15 novembre 1994 |                 |
| 6  | The Final Adjustment              | Omicidio quasi perfetto   | 22 novembre 1994 |                 |
| 7  | Double Abandando                  | La sorella di Donna       | 29 novembre 1994 |                 |
| 8  | You Bet Your Life                 | Una vita a rischio        | 6 dicembre 1994  |                 |
| 9  | Don't We Have Now Our Gay Apparel | Superstizione             | 3 gennaio 1995   |                 |
| 10 | In the Butt, Bob                  | Il maniaco del dizionario | 10 gennaio 1995  |                 |
| 11 | Vishy Vashy Vinny                 | Fine di un serial killer  | 17 gennaio 1995  |                 |
| 12 | Large Mouth Bass                  | La scatola magica         | 7 febbraio 1995  |                 |
| 13 | Travels with Andy                 | Gita in campagna          | 14 febbraio 1995 |                 |
| 14 | A Murder with Teeth in it         | Detective e omicida       | 21 febbraio 1995 |                 |
| 15 | Bombs Away                        | La vendetta               | 28 febbraio 1995 |                 |
| 16 | American Graffiti                 | Graffiti metropolitani    | 14 marzo 1995    |                 |
| 17 | Dirty Socks                       | Uno sporco caso           | 21 marzo 1995    |                 |
| 18 | Innuendo                          | Pericolo per Sipowicz     | 4 aprile 1995    |                 |
| 19 | Boxer Rebellion                   | Un detective per Bobby    | 2 maggio 1995    |                 |
| 20 | The Booky and Kooky Cookie        | Il mondo delle scommesse  | 9 maggio 1995    |                 |
| 21 | The Bank Dick                     | Stupro                    | 16 maggio 1995   |                 |
| 22 | A.D.A. Sipowicz                   | Il matrimonio di Sipowicz | 23 maggio 1995   |                 |